# Giovanni Scher
Giovanni Scher, italijanski veslač, *  21. oktober 1915, Koper, † 1992.
Scher je za Kraljevino Italijo nastopil v četvercu s krmarjem na Poletnih olimpijskih igrah 1932 v Los Angelesu, kjer je italijanski čoln osvojil srebrno medaljo.